# Приходько Юрій Олександрович
Приходько Юрій Олександрович (нар.18 червня 1956) — член-кореспондент НААН України, доктор ветеринарних наук, професор Харківської державної зооветеринарної академії.

## Біографія
Юрій Олександрович народився 18 червня 1956 року у місті Люботині Харківського району Харківської області.
У 1973 році закінчив середню школу у місті Люботин.
Протягом 1973—1978 років був студентом ветеринарного факультету Харківського зооветеринарного інституту ім. М. М. Борисенка.
З 1978 по 1980 роки служба у Радянській армії (м. Конотоп).
Протягом 1980—1983 років працював старшим ветеринарним лікарем сектору ветеринарної протозоології Українського науково-дослідного інституту експериментальної ветеринарії ВАСГНІЛ м. Харків.
З 1983 по 1988 роки працював молодшим науковим співробітником лабораторії хвороб бджіл з групою протозоології Українського науково-дослідного інституту експериментальної ветеринарії ВАСГНІЛ м. Харків.
У 1986 році захистив дисертацію на тему «Эймериоз овец и методы борьбы с ним» в Білоруському науково-державному ветеринарному інституті, присуджено науковий ступінь кандидата ветеринарних наук.
Протягом 1988—1994 років працював старшим науковим співробітником лабораторії гельмінтології Українського науково-дослідного інституту експериментальної ветеринарії ВАСГНІЛ (з 1992 року Інститут експериментальної і клінічної ветеринарної медицини УААН) м. Харків.
З 1994 по 1998 роки був завідувачем сектору гельмінтології в Інституті експериментальної і клінічної ветеринарної медицини УААН.
З 1998 по 1999 роки був провідним науковим співробітником лабораторії гельмінтології Інституту експериментальної і клінічної ветеринарної медицини УААН.
З 1999 по 2000 роки працював завідувачем лабораторії гельмінтології в Інституті експериментальної і клінічної ветеринарної медицини УААН.
З 2000 по 2003 роки працював завідувачем лабораторії паразитології в Інституті експериментальної і клінічної ветеринарної медицини УААН.
У 2002 році захистив дисертацію на тему «Кишкові гельмінтози свиней і собак та експериментальне обґрунтування застосування вітчизняного антигельмінтика альбендазолу» в Інституті експериментальної і клінічної ветеринарної медицини УААН, присуджено науковий ступінь доктора ветеринарних наук.
З лютого 2003 року працює завідувачем кафедри паразитології Харківської державної зооветеринарної академії.
У 2004 році проходив стажування у кращих європейських ветеринарних закладах: Утрехтський університет, Вільний університет Берліна.
У 2006 році був проректором з наукової роботи.
У 2007 році Юрію Олександровичу надано вчене звання професора.
25 листопада 2010 року було обрано членом-кореспондентом НААН України Відділення ветеринарної медицини та зоотехнії.
З січня по лютий 2014 року стажувався в Американській асоціації мікробіологів (Вашингтон, США).

## Праці
Юрій Олександрович автор понад 171 наукових праць, у тому числі 31 підручника та навчально-методичних посібників, 26 патентів.

## Відзнаки та нагороди
- «Відмінник аграрної освіти та науки» ІІІ ступеню (2006);
- «Знак пошани» (2007);
- «Знак пошани» ІІ ступеню (2011).